# Kılıçköy, İmranlı
Kılıçköy là một xã thuộc huyện İmranlı, tỉnh Sivas, Thổ Nhĩ Kỳ. Dân số thời điểm năm 2011 là 76 người.